# Едуардо Вайс
Едуардо Вайс (на италиански: Edoardo Weiss) е италиански лекар и психоаналитик.

## Биография
Роден е на 21 септември 1889 година в Триест, Австро-Унгария (днес Италия). След като изучава немски в гимназията, той постъпва през 1908 в медицинското училище във Виена. През октомври същата година посещава Фройд, чието есе върху „Градива“ е прочел преди това. Вайс страда от лек случай на агорафобия и иска да говори с Фройд за желанието си да практикува психоанализа. Фройд го изпраща да се види с Пол Федерн, с който Вайс започва терапия, която трае до 1911 г. Вайс е първият президент на Италианското психоаналитично общество и член на Виенското психоаналитично общество през 1913 г. и е истинският основател на психоаналитичното движение в Италия.
Умира на 14 декември 1970 година в Чикаго на 81-годишна възраст.

## Избрана библиография
- Su alcuni concetti psicologici fondamentali della psicoanalisi, Archivio Generale di Neurologia, Psichiatria e Psicoanalisi, 1923 – 1924
- Psichiatria e psicanalisi, Quaderni di Psichiatria, 206 – 208, 1925.
- Il simbolismo psicoanalitico, Teramo, Società Anonima Tipografica „La Fiorita“, 1926.
- Elementi di psicoanalisi, prefazione di Sigmund Freud, Milano, U. Hoepli, 1931.
- Agorafobia: isterismo d'angoscia, Roma, P. Cremonese, 1936.
- Psychosomatic medicine: the clinical application of phsychopathology to general medical problems, coautore O. Spurgeon English, Philadelphia-London, W. B. Saunders, 1943.
- Principles of psychodynamics, New York, 1950.
- Paul Federn's scientific contributions: In commemoration, International Journal of Psycho-analysis, 283 – 290, 1951
- The structure and dynamics of the human mind, New York, Grune & Stratton, 1960.
- Agoraphobia in the light of ego psychology, New York, Grune & Stratton, 1964.
- Sigmund Freud come consulente, prefazione di Emilio Servadio, Roma, Astrolabio, 1971.